# Лонцен
Лонцен (на немски: Lontzen) е селище в Югоизточна Белгия, окръг Вервие на провинция Лиеж. Населението му е около 5100 души (2006).